# کارازیریکوو (شهرستان چکماگوشفسکی، باشقیرستان)
کارازیریکوو (انگلیسی: Karazirikovo, Chekmagushevsky District, Republic of Bashkortostan) یک شهرک در شهرستان چکماگوشفسکی استان باشقیرستان کشور روسیه است.